# Кефалија
Кефалија (грчки: κεφαλή; бугарски: кефалия) је у Византијском царству био највиши представник локалне управе у граду и околини. Установа кефалије је након освајања Стефана Милутина (1282-1321) уведена и у Српску краљевину. Кефалије су задржале сва права и дужности која су имала у Византији. У зависности од територије којом су управљали, кефалије су се делиле на опште и локалне кефалије. Први су управљали већим областима (нпр. кефалија Тесалије, Зете и сл.) док су други управљали једним или два града или жупом. Касније се јавља кефалија кулски који управља једном тврђавом. Установа је постојала и у Другом бугарском царству.

## Кефалије у Византији
Термин "кефалија" у византијским документима се појављује у другој половини 13. века након Михаиловог освајања Цариграда и уништења Латинског царства. Кефалије су замениле дуке (катепане) из периода владавине династије Комнина. Дуке, односно катепани, налазили су се на челу административне јединице познате као катепаникион (грчки: κατεπανικιον), која се другачије називала и кефалатикион (грчки:κεφαλατικιον). Кефалатикони су по површини били мањи у односу на византијске теме. Обухватали су неколико села. Седиште кефалије било је у кастрону, односно тврђави. Од Византије, установа кефалије се шири и на Друго бугарско царство (бугарски: кефалия).

## Кефалије у средњовековној Србији
Милутин је прихватио византијски систем локалне управе. Српски владари су на чело управе постављали чешће Србе него Грке. Душан је кефалију Рајка поставио на чело Трилиса и Вронда (градови између Струме и Месте), Владоја у Пологу, Милоша у Прилепу. Установа општег кефалије прихваћена је још током Милутинове владавине и то најпре у Скопској области и Зети. Локалне кефалије јављају се нешто касније. Први познати општи кефалије био је Илија који је вршио службу у Зети пред крај владавине Милутина. До прекретнице у развоју локалне управе дошло је током Душанове владавине. Пре доношења Душановог законика (1349), установа општих кефалија била је свакако раширена широм српске државе. Законик озакоњује њихову функцију. Као и у Византијском, и у Српском царству кефалија је царев опуномоћеник. Установа кефалије шири се ка западу, у Конавлима и Требињу и на север до Рудника. Међутим, није била равноправно раширена по читавом Царству. Кефалију је постављао краљ, односно цар, а касније и обласни господари. Кефалије су дужност обављале четири до шест година што је зависило од политичких прилика у земљи. По правилу, остајале су на положајима и након смрти владара који их је поставио. Уколико је обласни господар смењен силом, господар који га је збацио мењао је и кефалију. У средњовековној Србији се установа кефалије одржала све до пада под Турке 1459. године.

### Војне дужности
Титула кефалије обично је обликована према имену града којим управља: кефалија штипски, кефалија приштевски, кефалија брањански, кефалија руднички, кефалија призренски... Понекад се то чинило и према имену жупе или земље којом управља: кефалија Конавла, кефалија Зете и сл. Војне дужности кефалије биле су регулисане Војничким законом који није сачуван те их је тешко тачно одредити. Кефалија је био заповедник војне посаде у тврђави. У највећим градским утврђењима постојао је кулски кефалија поред градског. Обојица су потчињена непосредно владару. Кефалија је водио рачуна о одржавању утврђења, о вршењу стражарске службе и о одбрани града (у ратним условима). Утврђења су се морала непрестано одржавати и обнављати. Ова обавеза, познатија као градозиданије, падала је на терет зависног становништва. О реализацији се старао кефалија. Слично је важило и за обавезу градобљуденија тј. стражарења. Градобљуденије је у периоду мира падало на посаду града, а у ратним временима на све грађане. О издржавању стражара такође се бринуо кефалија. Он је организовао и понос, преношење владаревих ствари преко градске територије. У случају да се жупа, односно град, налази на граници, кефалија би први започињао рат против суседа, а његовим посредовањем отпочињали су и први мировни преговори.

### Цивилне дужности
Цивилне дужности кефалија далеко су значајније од војних. Кефалија је био надлежан за одржавање реда и мира у граду, односно жупи. Имао је своје помоћнике, слуге или момке. Кефалија је могао утамничити, а у тежим случајевима и оковати онога ко нарушава ред и мир. Потом је био дужан да темељно спроведе истрагу и прибави доказе кривице. Кефалија је имао и судска задужења. Постојао је посебан суд пред кефалијом за све грађане или становнике жупе, али и за дубровачке трговце. Суд пред кефалијом судио је за тежа дела, сем за дела која су у оквиру резервата судских. Кефалија је извршавао казне које суд изрекне. Кефалија се обрачунавао са лоповима и разбојницима. Одговарао је за безбедност људи и имовине на путевима који су под његовом надлежношћу због чега је био задужен за постављање стражара на путевима.
Заштита приватне имовине такође је у надлежности кефалије који је силом наплаћивао дугове неуредних дужника пленећи њихову имовину. Водио је рачуна о извршењу тестамента. Старао се о редовном убирању царина и бира духовног. Штитио је земљишну својину и тесао је међе спорних земљопоседа. За свој рад кефалија је на различите начине награђиван. Од грађана је имао право куповати намирнице упола цене. Имао је и право на оброк у градској жупи. Уживао је и друге погодности; нпр. занатлије су му бесплатно чиниле разне услуге. Значајне приходе имао је од судских казни и других глоба, а припадао му је део прихода који долази од панађура, посебно од трошарине (царина).

### Нестанак кефалија
Установа кефалије се у срспким земљама гасила постепено. Турци укидају ову установу у крајевима које су освојили у другој половини 14. века. То су области браће Јована и Константина Дејановића (Драгаша), краља Марка и Андријаша Мрњавчевића. У областима освојеним од Вука Бранковића Турци су најпре прихватили затечени облик локалне управе. Турски кефалија Фериз помиње се 1399. године. Установа кефалије се у земљи Бранковића задржала до 1455. године када је коначно освајају Турци. У Лазаревој Моравској кнежевини кефалији припада најистакнутије место у локалној управи све до почетка друге деценије 15. века. Улогу кефалије тада преузимају војводе на челу власти. Кефалије су се и поред војвода задржале, пре свега у рударским местима попут Рудника и Беласице. Установа кефалије се у земљи Ђурђа Бранковића угасила са првим падом Деспотовине 1439. године. Кефалије су најдуже опстале у Зети Црнојевића у којој су љубоморно чуване наслеђене институције из периода Немањића. Кефалије у Зети су најистакнутији представници ратничких дружина и катуна. Падом области Црнојевића под Турке нестају кефалије. Појављују се главари.